# Phellinocis thayeri
Phellinocis thayeri là một loài bọ cánh cứng trong họ Ciidae. Loài này được Lopes-Andrade & Lawrence miêu tả khoa học năm 2005.